# Zombrus pallidiventris
Zombrus pallidiventris är en stekelart som beskrevs av Cameron 1910. Zombrus pallidiventris ingår i släktet Zombrus och familjen bracksteklar. Inga underarter finns listade i Catalogue of Life.